# 연방안전보장평의회
연방안전보장평의회(독일어: Bundessicherheitsrat; BSR 분데스지허하이츠라트[*])는 독일 연방내각의 산하 위원회로서, 안전보장 관련 정책에 관한 통제위원회 및 조정위원회의 역할을 수행한다. 1955년 10월 제2차 아데나워 내각에서 연방방위평의회(독일어: Bundesverteidigungsrat)라는 이름으로 설립되어 1969년 개칭되었다.
BSR에 배석하는 평의원은 연방수상, 외무연방장관, 방위연방장관, 재무연방장관, 내무연방장관, 법무연방장관, 경제연방장관 이상 총 9명이다. 다른 연방장관들과 독일 연방방위군 장군총감은 필요하다면 회의에 자문한다. 또한 연방대통령청장은 옵서버 자격을 갖는다.
BSR은 연방내각의 집행권 안에서 수상 및 장관들의 위원회로 분류된다. 따라서 의회에 감독을 받거나 의회에 책임을 갖지 아니한다.